# Hermann Kolbe
Pour les articles homonymes, voir Kolbe.
Adolph Wilhelm Hermann Kolbe (né à Elliehausen près de Hanovre le 27 septembre 1818 - mort à Leipzig le 25 novembre 1884) était un chimiste allemand.

## Biographie
Après avoir étudié la chimie avec Friedrich Wöhler, Kolbe devint assistant de Robert Wilhelm Bunsen à l'université de Marbourg en 1842. Il fut ensuite assistant de Lyon Playfair à l'University College de Londres, et de 1847 à 1851 il contribua à l'édition du Handwörterbuch der reinen und angewandten Chemie (Dictionnaire de chimie pure et appliquée) écrit par Friedrich Wöhler et Justus von Liebig. Kolbe succéda ensuite à Bunsen à Marbourg, puis obtint un poste à l'université de Leipzig en 1865.
À cette époque, on pensait que les composés organiques et les composés inorganiques étaient indépendants et que les composés organiques ne pouvaient être créés que par les organismes vivants. Kolbe pensait que les composés organiques pouvaient être obtenus directement ou indirectement à partir des composés inorganiques par des procédés de substitutions. Il valida cette théorie en convertissant en plusieurs étapes du disulfure de carbone (CS2) en acide acétique (1843-1845). En introduisant une nouvelle représentation des radicaux, il contribua à l'établissement des théories structurales. Il prédit également l'existence des alcools secondaires et tertiaires. Ses recherches sur les alcools lui valurent la médaille Davy en 1884.
Kolbe travailla également sur l'électrolyse d'acides gras et d'autres acides (électrolyse de Kolbe). Il prépara de l'acide salicylique (constituant de l'aspirine) par un procédé connu sous le nom de synthèse de Kolbe ou réaction de Kolbe-Schmitt.
Il découvrit avec Edward Frankland que les nitriles peuvent être hydrolysés pour former les acides correspondants. Il devient membre étranger de la Royal Society le 13 décembre 1877.
Il mit au point un procédé pour fabriquer en masse de l'acide salycilique dont il avait mis en évidence les propriétés antiseptiques.